# Amazones de Syrie
Ne doit pas être confondu avec Amazones (Kadhafi).
Pour les articles homonymes, voir Amazone.
Les Lionnes de la défense nationale, aussi surnommées les Amazones de Bachar, sont une force paramilitaire féminine des Forces de défense nationale ayant été constituée à Homs.

## Histoire
Les « Lionnes de la défense nationale » forment la première unité féminine des Forces de défense nationale, un rassemblent de milices loyalistes constitué à la fin de l'année 2012,. Selon l'Observatoire syrien des droits de l'homme (OSDH), en janvier 2013 cette unité compte 450 combattantes âgées de 18  à   50 ans. Ces dernières se surnomment les « fedaïyate » qui signifie « celles qui se sacrifient » en arabe. L'unité est basée à Homs et est dirigée par Nada Jahjah, une commandante à la retraite.

## Vidéographie
- [vidéo] « Les amazones de Bachar al-Assad sur le pied de guerre à Homs », AFP, 22 janvier 2013